# Internazionali d'Italia 2014 - Qualificazioni singolare femminile
Le qualificazioni del singolare femminile dell'Internazionali d'Italia 2014 sono state un torneo di tennis preliminare per accedere alla fase finale della manifestazione. I vincitori dell'ultimo turno sono entrati di diritto nel tabellone principale. In caso di ritiro di uno o più giocatori aventi diritto a questi sono subentrati i lucky loser, ossia i giocatori che hanno perso nell'ultimo turno ma che avevano una classifica più alta rispetto agli altri partecipanti che avevano comunque perso nel turno finale.

## Giocatrici

### Teste di serie
1. María Teresa Torró Flor (primo turno)
2. Jana Čepelová (primo turno)
3. Casey Dellacqua (qualificata)
4. Christina McHale (qualificata)
5. Marina Eraković (primo turno)
6. Polona Hercog (primo turno)
7. Zheng Jie (primo turno)
8. Mónica Puig  (qualificata)

1. Vania King (primo turno)
2. Lauren Davis (qualificata)
3. Paula Ormaechea (ultimo turno, Lucky loser)
4. Stefanie Vögele (ultimo turno)
5. Urszula Radwańska (ultimo turno)
6. Virginie Razzano (ultimo turno, ritirata)
7. Ajla Tomljanović (ultimo turno)
8. Monica Niculescu (ultimo turno)

### Qualificate
1. Mona Barthel
2. Petra Cetkovská
3. Casey Dellacqua
4. Christina McHale

1. Lauren Davis
2. Belinda Bencic
3. Chanelle Scheepers
4. Mónica Puig

#### Lucky Loser
1. Paula Ormaechea

## Tabellone qualificazioni

### Sezione 1
|  | Primo turno | Primo turno             | Primo turno             | Primo turno | Primo turno |  |  | Ultimo turno | Ultimo turno     | Ultimo turno | Ultimo turno | Ultimo turno |  |
|  |             |                         |                         |             |             |  |  |              |                  |              |              |              |  |
|  | 1           | María Teresa Torró Flor | María Teresa Torró Flor | 1           | 2           |  |  |              |                  |              |              |              |  |
|  |             | Mona Barthel            | Mona Barthel            | 6           | 6           |  |  |              | Mona Barthel     | 6            | 0            |              |  |
|  | WC          | Gioia Barbieri          | 5                       | 6           | 3           |  |  | 14           | Virginie Razzano | 3            | 0            | r            |  |
|  | 14          | Virginie Razzano        | 7                       | 1           | 6           |  |  |              |                  |              |              |              |  |

### Sezione 2
|  | Primo turno | Primo turno      | Primo turno      | Primo turno | Primo turno |  |  | Ultimo turno | Ultimo turno     | Ultimo turno | Ultimo turno | Ultimo turno |  |
|  |             |                  |                  |             |             |  |  |              |                  |              |              |              |  |
|  | 2           | Jana Čepelová    | Jana Čepelová    | 4           | 3           |  |  |              |                  |              |              |              |  |
|  |             | Petra Cetkovská  | Petra Cetkovská  | 6           | 6           |  |  |              | Petra Cetkovská  | 4            | 7            | 6            |  |
|  |             | Shahar Peer      | Shahar Peer      | 3           | 0           |  |  | 16           | Monica Niculescu | 6            | 5            | 1            |  |
|  | 16          | Monica Niculescu | Monica Niculescu | 6           | 6           |  |  |              |                  |              |              |              |  |

### Sezione 3
|  | Primo turno | Primo turno         | Primo turno         | Primo turno | Primo turno |  |  | Ultimo turno | Ultimo turno    | Ultimo turno    | Ultimo turno | Ultimo turno |  |
|  |             |                     |                     |             |             |  |  |              |                 |                 |              |              |  |
|  | 3           | Casey Dellacqua     | Casey Dellacqua     | 6           | 7           |  |  |              |                 |                 |              |              |  |
|  | WC          | Marina Šamajko      | Marina Šamajko      | 4           | 5           |  |  | 3            | Casey Dellacqua | Casey Dellacqua | 6            | 6            |  |
|  | WC          | Anastasia Grymalska | Anastasia Grymalska | 2           | 4           |  |  | 11           | Paula Ormaechea | Paula Ormaechea | 1            | 1            |  |
|  | 11          | Paula Ormaechea     | Paula Ormaechea     | 6           | 6           |  |  |              |                 |                 |              |              |  |

### Sezione 4
|  | Primo turno | Primo turno      | Primo turno      | Primo turno | Primo turno |  |  | Ultimo turno | Ultimo turno     | Ultimo turno     | Ultimo turno | Ultimo turno |  |
|  |             |                  |                  |             |             |  |  |              |                  |                  |              |              |  |
|  | 4           | Christina McHale | Christina McHale | 6           | 6           |  |  |              |                  |                  |              |              |  |
|  |             | Julia Glushko    | Julia Glushko    | 3           | 4           |  |  | 4            | Christina McHale | Christina McHale | 6            | 6            |  |
|  | WC          | Corinna Dentoni  | Corinna Dentoni  | 1           | 3           |  |  | 12           | Stefanie Vögele  | Stefanie Vögele  | 4            | 2            |  |
|  | 12          | Stefanie Vögele  | Stefanie Vögele  | 6           | 6           |  |  |              |                  |                  |              |              |  |

### Sezione 5
|  | Primo turno | Primo turno          | Primo turno     | Primo turno | Primo turno |  |  | Ultimo turno | Ultimo turno | Ultimo turno | Ultimo turno | Ultimo turno |  |
|  |             |                      |                 |             |             |  |  |              |              |              |              |              |  |
|  | 5           | Marina Eraković      | Marina Eraković | 5           | 5           |  |  |              |              |              |              |              |  |
|  |             | Julia Görges         | Julia Görges    | 7           | 7           |  |  |              | Julia Görges | Julia Görges | 3            | 4            |  |
|  |             | Mirjana Lučić-Baroni | 5               | 6           | 2           |  |  | 10           | Lauren Davis | Lauren Davis | 6            | 6            |  |
|  | 10          | Lauren Davis         | 7               | 0           | 6           |  |  |              |              |              |              |              |  |

### Sezione 6
|  | Primo turno | Primo turno       | Primo turno       | Primo turno | Primo turno |  |  | Ultimo turno | Ultimo turno      | Ultimo turno      | Ultimo turno | Ultimo turno |  |
|  |             |                   |                   |             |             |  |  |              |                   |                   |              |              |  |
|  | 6           | Polona Hercog     | 7                 | 3           | 4           |  |  |              |                   |                   |              |              |  |
|  |             | Belinda Bencic    | 65                | 6           | 6           |  |  |              | Belinda Bencic    | Belinda Bencic    | 6            | 6            |  |
|  |             | Zarina Dijas      | Zarina Dijas      | 6           | 2           |  |  | 13           | Urszula Radwańska | Urszula Radwańska | 1            | 2            |  |
|  | 13          | Urszula Radwańska | Urszula Radwańska | 7           | 6           |  |  |              |                   |                   |              |              |  |

### Sezione 7
|  | Primo turno | Primo turno        | Primo turno        | Primo turno | Primo turno |  |  | Ultimo turno | Ultimo turno       | Ultimo turno       | Ultimo turno | Ultimo turno |  |
|  |             |                    |                    |             |             |  |  |              |                    |                    |              |              |  |
|  | 7           | Zheng Jie          | Zheng Jie          | 2           | 1           |  |  |              |                    |                    |              |              |  |
|  |             | Chanelle Scheepers | Chanelle Scheepers | 6           | 6           |  |  |              | Chanelle Scheepers | Chanelle Scheepers | 6            | 6            |  |
|  |             | Katarzyna Piter    | Katarzyna Piter    | 0           | 1           |  |  | 15           | Ajla Tomljanović   | Ajla Tomljanović   | 2            | 0            |  |
|  | 15          | Ajla Tomljanović   | Ajla Tomljanović   | 6           | 6           |  |  |              |                    |                    |              |              |  |

### Sezione 8
|  | Primo turno | Primo turno         | Primo turno         | Primo turno | Primo turno |  |  | Ultimo turno | Ultimo turno        | Ultimo turno        | Ultimo turno | Ultimo turno |  |
|  |             |                     |                     |             |             |  |  |              |                     |                     |              |              |  |
|  | 8           | Mónica Puig         | Mónica Puig         | 6           | 6           |  |  |              |                     |                     |              |              |  |
|  |             | Teliana Pereira     | Teliana Pereira     | 2           | 1           |  |  | 8            | Mónica Puig         | Mónica Puig         | 6            | 6            |  |
|  |             | Kristina Mladenovic | Kristina Mladenovic | 7           | 7           |  |  |              | Kristina Mladenovic | Kristina Mladenovic | 4            | 3            |  |
|  | 9           | Vania King          | Vania King          | 65          | 65          |  |  |              |                     |                     |              |              |  |